# Де-Панне
Де-Панне (нидерл. De Panne) — коммуна в провинции Западная Фландрия Бельгии. Входит в состав административного округа Вёрне. Расположена на побережье Северного моря и состоит из двух городов: Адинкерке и Де-Панне. Коммуна является самой западной точкой и самым южным морским курортом в Бельгии. Население — 10 728 человек (2011 год), площадь — 23,90 км².

Карта коммуны Де-Панне

| \| # \| Название \| Площадь (км²) \| Население (2001) \| \| -- \| --------- \| ------------- \| ---------------- \| \| I \| Де-Панне \| 9,01 \| 7.349 \| \| II \| Адинкерке \| 14,89 \| 2.519 \| - a. Коксейде - b. Вёрне - c. Де-Мурен (Вёрне) - d. Ле-Моэр - e. Гивельд - f. Бре-Дюн |           |               |                  |
| # | Название  | Площадь (км²) | Население (2001) |
| I | Де-Панне  | 9,01          | 7.349            |
| II | Адинкерке | 14,89         | 2.519            |

## История
Название коммуны происходит от нидерл. duinpan, означающего низина в дюнах. Уже в конце железного века (с V по I века до н. э.) на территории Де-Панне проживали люди, занимавшиеся здесь выращиванием скота и добычей соли. Сохранились следы пребывания римлян (70—268 года). Во времена средневековья здесь появилось поселение, жители которого занимались животноводством, земледелием и прибрежным рыболовством. Обработка польдеров значительно стимулировала рост и благополучие Де-Панне. Адинкерке впервые встречается в письменных источниках XII века.
Де-Панне получил городские права лишь в 1782 году от Австрии. Иосиф II своим указом распорядился стимулировать местное прибрежное рыболовство, в связи с чем зажиточные горожане из Вёрне начинают переселяться на земли между дюнами и морем, впоследствии получившие названия Керкепанне и Йозефдорп. В 1789 году поселения были включены в приход Адинкерке, а через десять лет вошли в состав одноимённой коммуны.
К 1830 году одним из крупных землевладельцев в Де-Панне стал Питер Бортир, унаследовавший 650 га земли. Здесь в 1831 году он открыл свой первый простой Купальный павильон (Pavillon des Bains), ставшим местом встреч бомонда из Англии и Вёрне. Спустя много лет он построил в Де-Панне свою летнюю виллу. Бортир старался не изменять уклад жизни рыбацких деревень. Другие землевладельцы были заинтересованы в развитии туризма, среди них была и семья Оллевир. По предложению Педро Оллевира директор Национального банка Вёрне, французский предприниматель Артюр Бонзель выделил средства на прокладку в 1892 году дороги (ныне Зелан, главная магистраль).
Несмотря на отсутствие в Де-Панне гавани, в 1900 году её рыболовецкий флот был вторым по количеству судов на фламандском побережье после Остенде. Плоскодонные суда, называемые паннесхёйтен (panneschuiten), для выхода в море приходилось перетаскивать через песчаную прибрежную полосу. Позже были идеи построить здесь порт, однако проект был окончательно заброшен из-за смерти его основного сторонника, пастора Серафина Деквита (Seraphyn Dequidt) в 1911 году, и, в итоге, постепенно рыбаки в Де-Панне исчезли.
После возросшей популярности Де-Панне как морского курорта 5 февраля 1870 года сюда провели железнодорожную линию Лихтервелде — Адинкерке — Дюнкерк. Так же примерно в то же время, возле Купального павильона были построены курзал, первые гостиницы и отели, другие павильоны. На дюнах, в частности на дюне Кейкхилл (Kykhill), было построено множество вилл в стиле модерн. Архитектура Де-Панне — отличительная черта этой коммуны от остальных, к западу от Остенде.
В период с 1892 по 1913 архитекторами велась первая городская застройка территории. 24 июля 1911 года Де-Панне выделили из коммуны Адинкерке, сформировав отдельную коммуну. В 1928 году от Остенде в коммуну провели линию берегового трамвая. В 1933 году было завершено строительство шоссе N34 (Koninklijke Baan), начатое по инициативе короля Леопольда II.

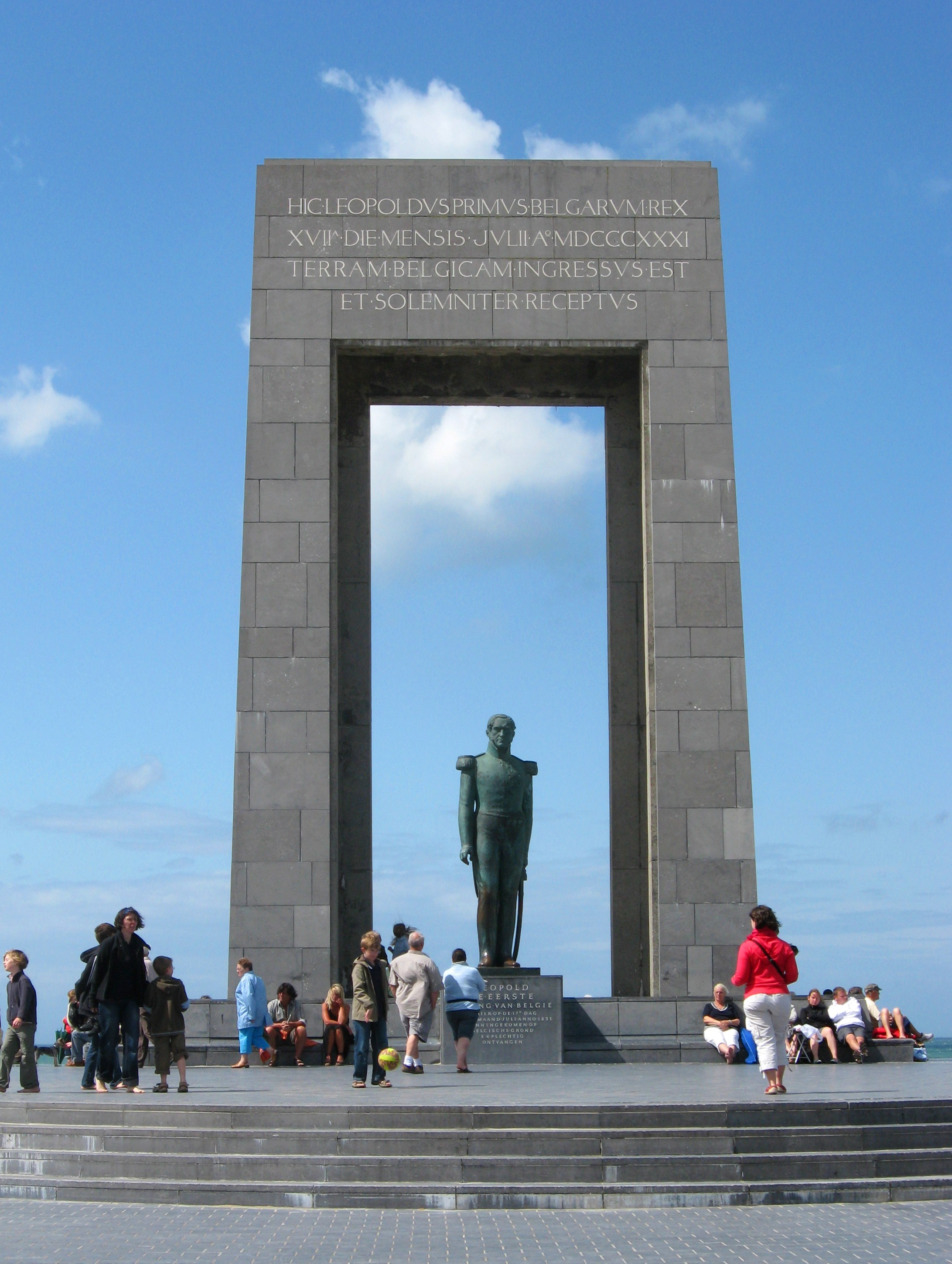
Статуя Леопольда I в Де-Панне

17 июля 1831 года Леопольд I впервые ступил на землю независимой Бельгии как её первый правитель в Де-Панне во время своего плавания из Англии в Кале. В честь этого прибытия именем короля была названа эспланада и воздвигнут монумент.
С Де-Панне связаны и другие исторические фигуры. Здесь во время Первой мировой войны проживали Альберт I и Елизавета Баварская. В августе 1915 года в госпитале Де-Панне скончался английский пилот Джон Айдан Лидделл, посмертно награждённый Крестом Виктории. На эспланаде Леопольда I установлен мемориал Ветеранов Дюнкерка в память о Дюнкеркской операции, во время которой в мае 1940 года с побережья от Де-Панне до Гравлина (Франция) было эвакуировано 330 тысяч солдат союзников.
В 1921 году советским писателем Ильёй Эренбургом здесь была написана книга «Необычайные похождения Хулио Хуренито».
1 января 1977 года в ходе муниципальной реформы коммуны Де-Панне и Адинкерке вновь были объединены.

## Транспорт
Уже в период между двумя мировыми войнами станция Де-Панне — Адинкерке являлась западной конечной на линии берегового трамвая, которая начинается из Кнокке-Хейст на востоке и проходит вдоль побережья Северного моря в Бельгии.

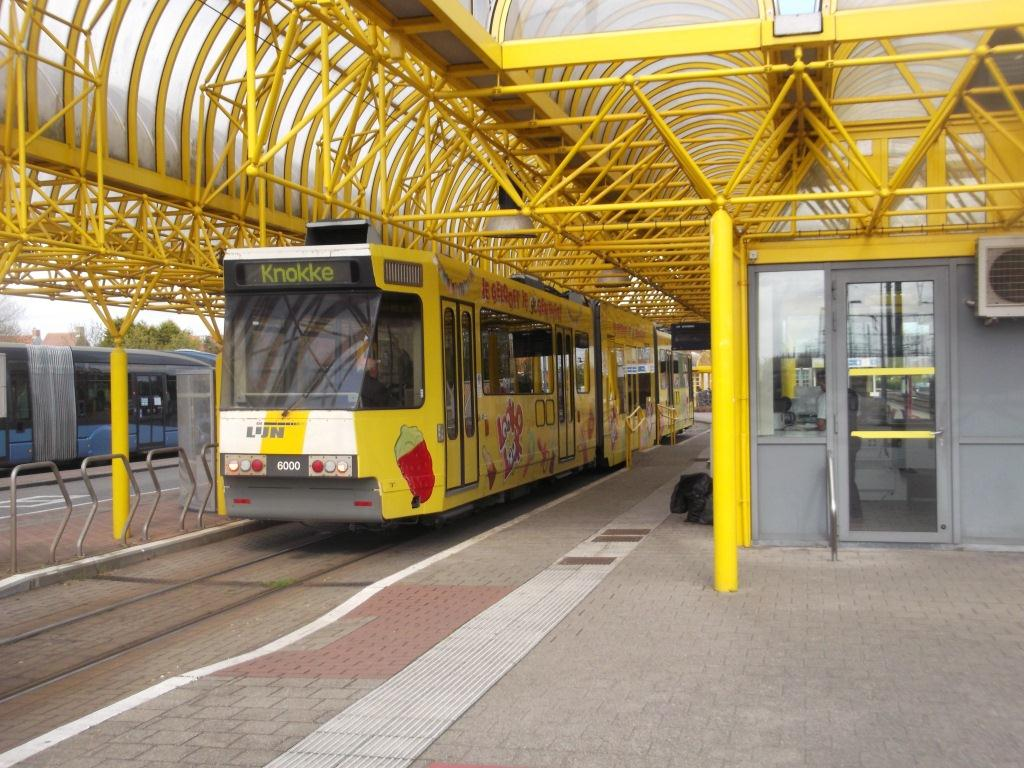
Кольцо Берегового трамвая

Через вокзал в Адинкерке осуществляется ежедневное внутреннее сообщение по сети бельгийской железной дороги. 

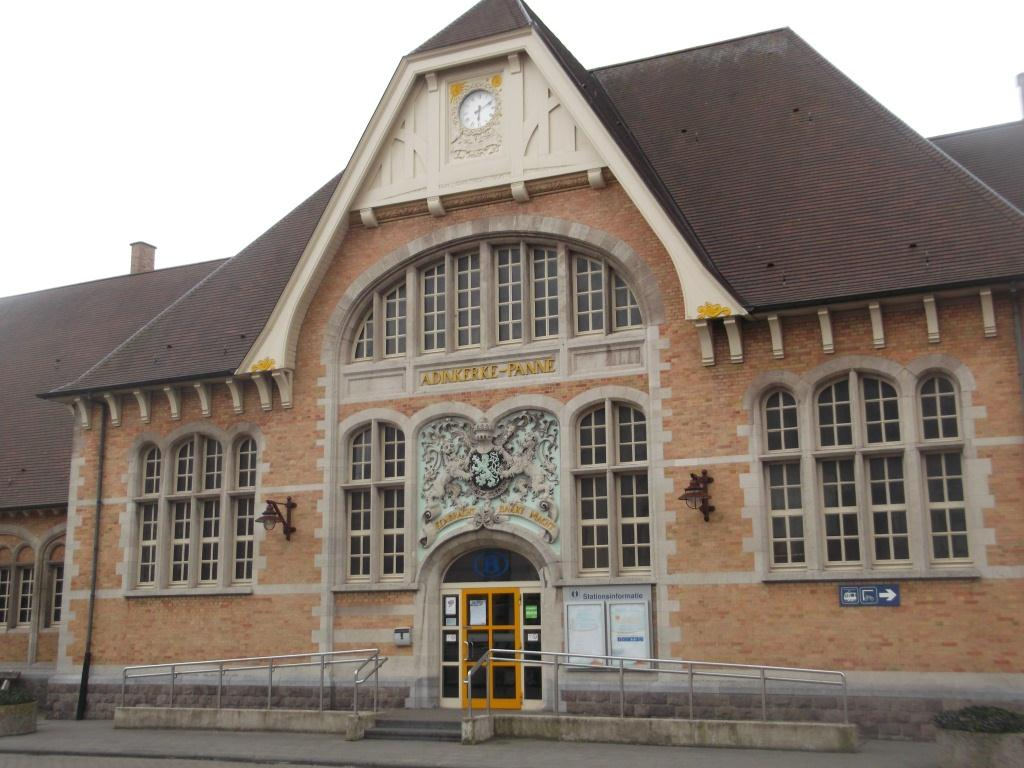
Железнодорожный вокзал

Также здесь проходит регулярный автобусный маршрут во французский Дюнкерк. Основная масса туристов прибывает в Де-Панне по шоссе A16 (E 40), которое за последние двадцать лет постепенно продлили от побережья Западной Фландрии до Франции (Кале), и которое, после открытия Евротоннеля, стало важной частью транзитного маршрута Восток — Запад.

## Достопримечательности
В Де-Панне находится почти треть всех дюн бельгийского побережья Северного моря. Территория коммуны включает в себя различные природные заповедники, такие как Де Вестхук (340 га), который стал заповедником в 1935 году, а в 1957 — природоохранной зоной. Помимо него есть: Хутсагердёйнен, лес Керкепаннебос (86 га), заповедник Остхук (61 га), лес Калмейнбос (85 га) и Кракелдёйнен. Между лесом Калмейнбос и дюнами заповедника Остхук расположен парковый природный центр с музеем Де Нахтегал (Соловей).
Имеется также дамба, длиной 2,5 км. На местном пляже отсутствует мол, и поэтому его ширина составляет 450 м во время отлива, что делает его самым широким на бельгийском побережье. В результате этого пляж идеально подходит для колёсного парусного спорта. Здесь в 1898 году братьями Дюмон впервые были построены и испробованы спортивные колёсные буера.
В Де-Панне находится Плопсаланд — детский парк развлечений, бывший Мели-Парк. Прямо возле парка находится остановка берегового трамвая.
Местная архитектура представлена церковью Св. Петра с неоготическим зальным храмом. Первая её часть была построена 1860 году, башенная часть достроена лишь в 1934. Кроме этого, есть ещё Конинклеке Капел (Королевская часовня, называется так потому, что во время Первой мировой войны здесь часто бывал король Альберт I), а также Онзе-Ливе-Врувекерк — церковь, построенная в неороманском стиле в 1930 году, и ставшая прототипом для церквей бельгийского побережья.

## Спорт
Являясь родиной колёсных парусных судов и имея открытый пляж, Де-Панне ежегодно становится местом проведения различных международных соревнований и чемпионатов по колёсному парусному спорту. Помимо этого, каждую весну здесь проводится международная велогонка Три дня Де-Панне.

## Демография
- Источник данных — INS (Статистическое бюро Бельгии)
- 1911 год — разделение Адинкерке и Де-Панне
- 1977 год — объединение Адинкерке и Де-Панне

## Геральдика
Современный герб коммуны сочетает гербы обоих городов

Герб Адинкерке
Герб Де-Панне до 1977 года
Современный герб Де-Панне

## Города-побратимы
- Сент-Адресс
- Глоговец